# Asumi Kikuchi
Pour les articles homonymes, voir Kikuchi et Kikuchi (homonymie).
Asumi Kikuchi (菊池和澄, Kikuchi Asumi), née le 10 janvier 1999 dans la préfecture d'Ibaraki (Japon), est une actrice japonaise.

## Biographie
Après avoir travaillé chez Amuse, Anole et Hirata Office, Asumi Kikuchi rejoint MUKU.

## Filmographie partielle

### Au cinéma
- 2008 : Enjin sentai Gôonjâ : Saki Rouyama enfant (TV Asahi, série télévisée, 1 épisode)
- 2010 : Gegege no nyôbô (série télévisée)
- 2010 : Pâfekuto ripôto (série télévisée, 1 épisode)
- 2011 : Nazotoki wa dinâ no ato de : Tendo Satomi (série télévisée, 2 épisodes)
- 2012 : Shokuzai (partie « Celles qui voulaient se souvenir ») de Kiyoshi Kurosawa : Akiko Takano jeune/adolescente (à 15 ans) (mini série télévisée, 3 épisodes)[note 1]
- 2013 : Akai reikyûsha 31: Tsuioku no higanbana (téléfilm)
- 2013 : Woman (mini série télévisée, 1 épisode)
- 2019 : Where Did My Skirt Go? : Shuri Motegi (série télévisée, 10 épisodes)
- 2022 : BL Métamorphose de Shunsuke Kariyama : Chimaki (Nikkatsu)

## Scène
- "Blue Period" The Stage (25 mars 2022 - 3 avril 2022) au Tennozu Galaxy Theatre : Morimaru